# Abner Nash

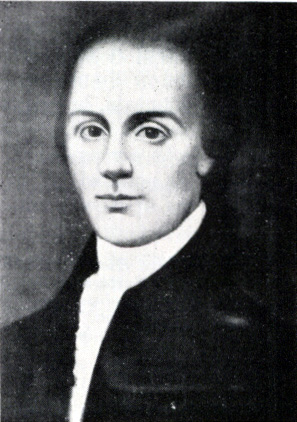
Abner Nash

Abner Nash (* 8. August 1740 im Prince Edward County, Colony of Virginia; † 2. Dezember 1786 in New York City, NY) war ein US-amerikanischer Politiker und zweiter Gouverneur von North Carolina.

## Frühe Jahre und politischer Aufstieg
Abner Nash wuchs in der damals noch britischen Kolonie Virginia auf und besuchte dort die öffentlichen Schulen. Danach studierte er Jura und wurde als Rechtsanwalt zugelassen. Im Jahr 1761 begann seine politische Karriere im Abgeordnetenhaus des kolonialen Virginia (House of Burgesses). Er behielt sein Mandat bis 1765. Anschließend zog er nach North Carolina, das damals ebenfalls noch eine britische Kolonie war, und ließ sich in der Stadt New Bern nieder. Er vertrat seine neue Heimatstadt von 1774 bis 1776 auf dem ersten Kongress der nach Unabhängigkeit strebenden Kolonie. Er war 1776 auch Mitglied der verfassungsgebenden Versammlung des neu entstandenen Landes.

## Karriere in North Carolina
Im Jahr 1778 wurde er Abgeordneter im Repräsentantenhaus von North Carolina. Ein Jahr später schaffte er den Sprung in den Senat des Landes und wurde sogar dessen Präsident. Als 1780 Gouverneur Richard Caswell entsprechend einer Verfassungsklausel nicht mehr kandidieren durfte, wurde Nash vom Parlament zu seinem Nachfolger gewählt. Als Gouverneur war Nash wenig erfolgreich. Seine Amtszeit war überschattet von den Ereignissen des immer noch laufenden Krieges um die amerikanische Unabhängigkeit. Damals fanden einige blutige Schlachten in North Carolina statt. Wie in vielen anderen der 13 früheren britischen Kolonien war die politische Lage unübersichtlich. Loyalisten kämpften gegen Patrioten und reguläre militärische Einheiten beider Seiten lieferten sich heftige Gefechte. In dieser Lage kam es auch noch zu einem politischen Streit zwischen dem Gouverneur und dem Parlament. Dabei ging es um Detailfragen der Kriegsführung. Unter anderem hatte das Parlament Ex-Gouverneur Caswell zum Oberbefehlshaber der Miliz von North Carolina bestimmt, obwohl das eigentlich die Aufgabe des Gouverneurs gewesen wäre. Als Konsequenz aus den Differenzen mit dem Parlament trat Nash am 26. Juni 1781 von seinem Amt als Gouverneur zurück.

## Weitere Karriere und Tod
Nach dem Ausscheiden aus dem Amt wurde Nash in den Jahren 1782, 1784 und 1785, selbst in das Parlament von North Carolina gewählt. Dazwischen war er von 1782 bis 1783 Mitglied des Kontinentalen Kongresses, dem Vorläufer des späteren US-Kongresses. Abner Nash starb 1786 in New York City. Er war zweimal verheiratet. Sein Sohn Frederick Nash (1781–1858) war ebenfalls Jurist und Politiker. Zwischen 1852 und 1858 war er Leitender Richter des Obersten Gerichtshofs von North Carolina (Chief Justice).